# Limonia vormanni
Limonia vormanni är en tvåvingeart som först beskrevs av Westhoff 1882.  Limonia vormanni ingår i släktet Limonia och familjen småharkrankar. Inga underarter finns listade i Catalogue of Life.